# Emany Mata Likambe
Emany Mata Likambe (10 de setembro de 1933) é um diplomata e ex-Embaixador congolês na Polónia, que veio para a atenção internacional quando foi descoberto que ele era desabrigado e habitante das ruas de Varsóvia, em 1994, o governo do Zaire teria falhado no pagamento do seu salário durante mais de dois anos.

## Educação
Likambe recebeu um diploma de bacharel em administração de empresas pelo Colégio São José, em Bruxelas, Bélgica. Likambe pode falar Lingala, Suaíli, francês e inglês.

## Carreira
Likambe começou sua carreira como Secretário do Ministro do Conselho do Zaire, em 1960. Mais tarde, ele foi transferido para o Ministério dos Negócios Estrangeiros do Zaire em 1961, servindo até 1962. Em 1963, tornou-se diretor do Escritório Europeu da Agência de Imprensa do Zaire na Bélgica. Likambe serviu como Conselheiro na Missão Permanente do Zaire para as Nações Unidas , começando em 1973. Likambe entrou em conflito com o departamento de polícia de Nova York, quando seu carro foi rebocado. Na década de 1980, Likambe foi membro da Embaixada do Zaire na União Soviética antes de ele e outros dois diplomatas serem expulsos em 1987, em retaliação expulsão de três diplomatas Soviéticos por parte do Zaire. 

## Embaixador da Polónia
Likambe tornou-se o embaixador do Zaire na Polónia em 1992, em um momento em que a economia do Zaire estava lutando e existiam poucos fundos disponíveis para os diplomatas. No início de 1994, os fundos de Likambe haviam se esgotado e ele foi expulso do seu apartamento. A Embaixada do Zaire parou de pagar o aluguel, e Likambe tentou preparar contas em hotéis locais, o que ele não conseguiu pagar. Depois de vender seu carro e pertences pessoais para manter a embaixada em execução, Likambe, eventualmente, tornou-se um sem-teto, e viveu na Estação Ferroviária de Varsóvia. As autoridades polacas não descobriram a sua situação até novembro de 1994, depois que ele foi atacado por outras pessoas sem abrigo. Jan Karczewski, um porta-voz do Ministério dos Negócios Estrangeiros afirmou, "Nós o convidamos para todas as recepções oficiais para ajudá-lo a comer."